# 塞缪尔·伯恩斯
塞缪尔·伯恩斯（英語：Samuel Burns，1982年2月24日—），美国男子赛艇运动员。他曾代表美国参加德国慕尼黑举办的2007年世界赛艇锦标赛，获得男子四人单桨有舵手金牌。